# Go A
I Go_A (in ucraino Ґоу_Ей?) sono un gruppo musicale ucraino fondato nel 2012 a Kiev e formato da Kateryna Pavlenko, Taras Ševčenko, Ihor Didenčuk e Ivan Grigorjak.
Avrebbero dovuto rappresentare l'Ucraina all'Eurovision Song Contest 2020 con il brano Solovej, ma in seguito all'annullamento dell'evento a causa della pandemia di COVID-19, sono stati confermati come rappresentanti nazionali per l'edizione del 2021, dove hanno cantato Šum.

## Storia del gruppo
Il gruppo è nato nel 2012 dall'idea di Taras Ševčenko di creare un gruppo che fondesse la musica elettronica con quella folk ucraina. Nel dicembre dello stesso anno hanno pubblicato il loro singolo di debutto Koljada. Nel 2015 sono saliti alla ribalta con la pubblicazione del singolo Vesnjanka, brano vincitore del premio per la canzone dell'anno al concorso The Best Track, e che ha fruttato ai Go_A il riconoscimento di gruppo emergente dell'anno alla stessa cerimonia.
Nel 2016 hanno firmato un contratto discografico con la Moon Records, con la quale hanno pubblicato il loro album di debutto #Idynazvuk, che ha fatto il proprio ingresso alla 56ª posizione nella Albumų Top 100 lituana. Tra le varie tracce dell'album sono presenti il singolo Vesnjanka e il singolo natalizio Ščedryj večir, in collaborazione con la cantante new age ucraina Katya Chilly.
Il gruppo ha partecipato a Vidbir 2020, la selezione eurovisiva ucraina, proponendo il brano Solovej. Nella serata finale della competizione hanno vinto la competizione arrivando al primo posto sia nel voto delle giurie che in quello del pubblico e diventando di diritto i rappresentanti nazionali all'Eurovision Song Contest 2020 di Rotterdam, nei Paesi Bassi. Nonostante l'annullamento dell'evento due mesi prima a causa della pandemia di COVID-19, i Go_A sono stati riconfermati come rappresentanti nazionali per l'edizione del 2021. Una giuria interna ha selezionato Šum fra i tre brani che il gruppo ha proposto come canzone eurovisiva ucraina. Nel maggio successivo, dopo essersi qualificati dalla prima semifinale, i Go_A si sono esibiti nella finale eurovisiva, dove si sono piazzati al 5º posto su 26 partecipanti con 364 punti totalizzati. Sono risultati i preferiti dal televoto italiano.
Nel 2022 sono stati invitati ad aprire il Concerto del Primo Maggio nella piazza San Giovanni a Roma, esibendosi con il brano Imagine di John Lennon, mentre nel mese di luglio hanno ricevuto il loro primo YUNA alla migliore hit elettronica per Šum.

## Formazione
- Kateryna Pavlenko – voce (dal 2012-)
- Taras Ševčenko – polistrumentista (dal 2012-)
- Ihor Didenčuk – flauto sopilka (dal 2019-)
- Ivan Grigorjak – chitarra (dal 2019-)

## Discografia

### Album in studio
- 2016 – #Idynazvuk

### Singoli
- 2012 – Koljada
- 2016 – Vesnjanka
- 2017 – Ščedryj večir (feat. Katya Chilly)
- 2018 – Kolo ričky kolo brodu (con Drevo)
- 2019 – Rano-ranen'ko
- 2020 – Solovej
- 2020 – Dobrym ljudjam na zdorov"ja
- 2021 – Šum
- 2022 – Kalyna
- 2023 – Rusaločky
- 2023 – Vorožyla
- 2023 – Dumala
- 2024 – Krip